# Helecho arbóreo

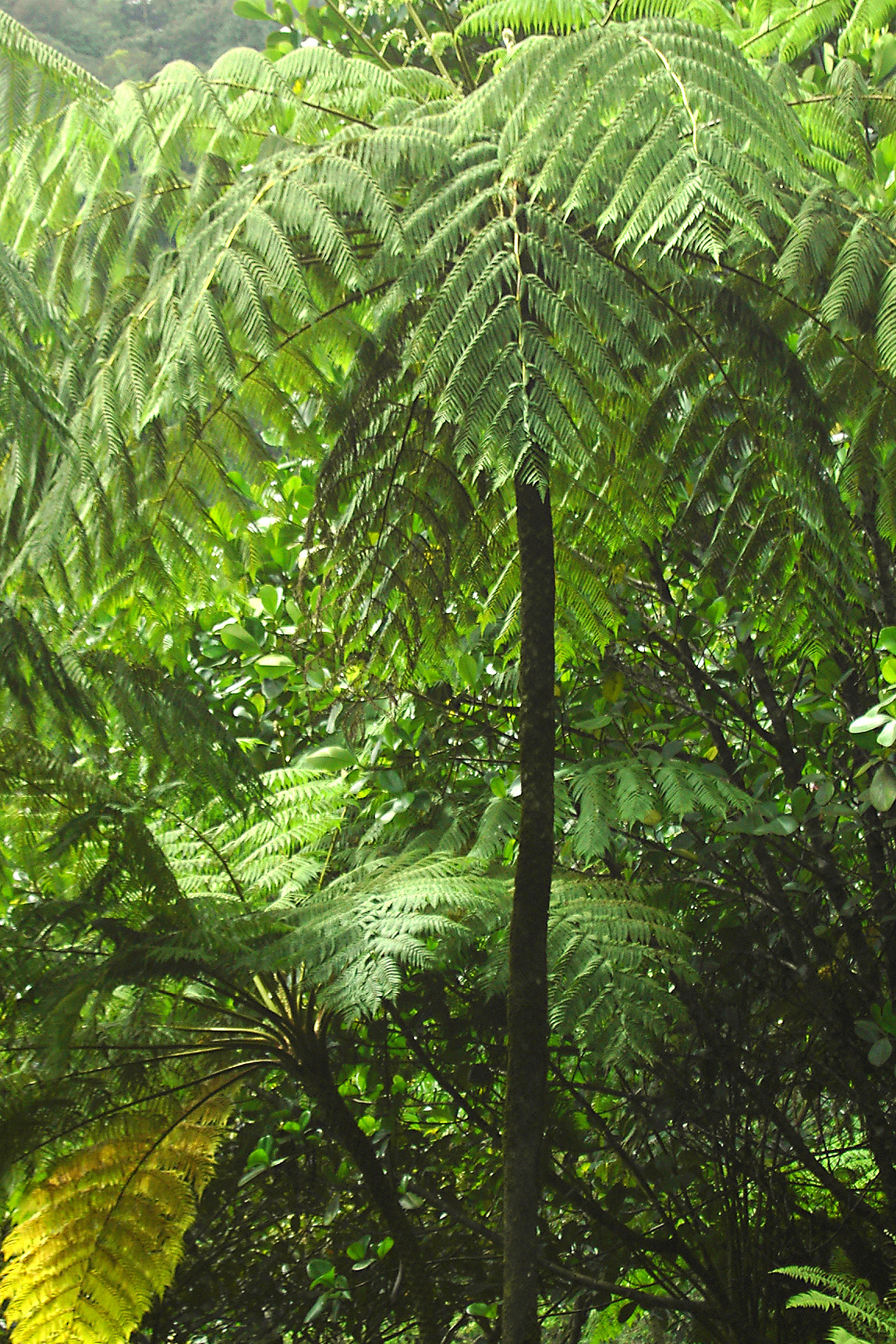
Helecho arbóreo en Dominica

Los helechos arbóreos son helechos que crecen con un tronco que eleva las frondas por encima del nivel del suelo. La mayoría de los helechos arbóreos son miembros del "núcleo de los helechos arbóreos", pertenecientes a las familias Dicksoniaceae, Metaxyaceae y Cibotiaceae en el orden Cyatheales. Este orden es el tercer grupo de helechos que se sabe que ha dado lugar a formas arbóreas. Los otros dos son los Marattiales, un orden eusporangiado del que evolucionó el extinto Psaronius, y el orden Polypodiales, al que pertenece el extinto género Tempskya.
Además de esas familias, muchos helechos de otros grupos pueden considerarse helechos arborescentes, como varios helechos de la familia Osmundaceae, que pueden alcanzar troncos cortos de menos de un metro de altura, y en particular helechos del género Cibotium, que pueden llegar a medir diez metros de altura. Las especies de helechos con troncos cortos de los géneros Blechnum, Calochleana, Cnemedaria, Culcita (solo helecho de montaña), Cystodium, Leptopteris, Lophosoria, Sadleria, Thyrsopteris y Todea también podrían considerarse helechos arborescentes en una interpretación liberal del término.

## Distribución
Los helechos arbóreos se encuentran en áreas tropicales y subtropicales en todo el mundo, así como también en selvas tropicales templadas en Australia, Nueva Zelanda y regiones vecinas (por ejemplo la isla de Lord Howe, etc.). Como todos los helechos, los helechos arbóreos se reproducen por medio de esporas formadas en la parte inferior de las frondas.

## Descripción
Las frondas de los helechos arbóreos suelen ser muy grandes y con múltiples pinnados. Su tronco es en realidad un rizoma vertical y modificado, y el tejido leñoso está ausente. Para agregar fuerza, hay depósitos de lignina en las paredes celulares y la parte inferior del tallo está reforzada con esteras gruesas y entrelazadas de raíces diminutas. Si la corona de Dicksonia antarctica (la especie más común en los jardines) se daña, inevitablemente morirá porque ahí es donde ocurre todo el nuevo crecimiento. Pero otras especies de helechos arbóreos que forman grupos, como D. squarrosa y D. youngiae, pueden regenerarse a partir de desplazamientos basales o de "crías" que emergen a lo largo de la longitud del tronco superviviente. Los helechos arbóreos a menudo se caen en la naturaleza, pero logran volver a enraizar desde esta nueva posición postrada y comienzan un nuevo crecimiento vertical.

## Usos
Los helechos arbóreos se han cultivado solo por su belleza; algunos, sin embargo, tenían alguna aplicación económica, principalmente como fuentes de almidón. La Alsophila excelsa de la isla Norfolk estaba amenazada de extinción por su médula parecida al sagú, que era devorada por los cerdos. Cyathea medullaris también proporcionó una especie de sagú a los nativos de Nueva Zelanda, Queensland y las islas del Pacífico. Una especie javanesa, Dicksonia chrysotricha, proporciona pelos sedosos, que alguna vez fueron importados como antihemorrágicos, y los pelos largos, sedosos o lanudos, abundantes en el tallo y las hojas de las frondas en las diversas especies de Cibotium no solo se han puesto a un uso similar, pero en las islas hawaianas se usaban como relleno de colchones y cojines, que anteriormente era un artículo de exportación.

## Especies

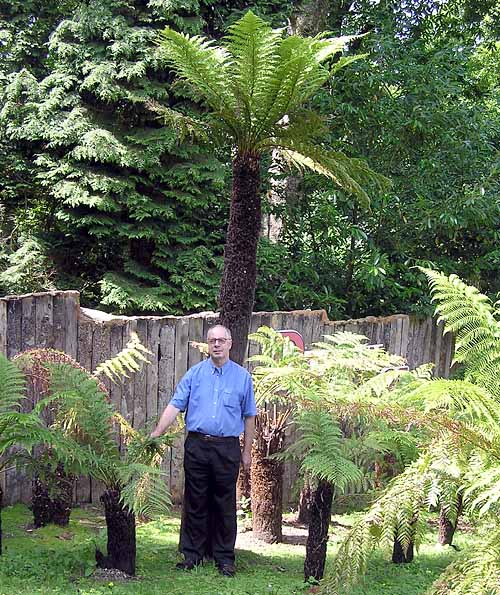
Helechos arbóreos de Dicksonia antarctica trasplantados en Combe Martin Wildlife and Dinosaur Park, North Devon, Inglaterra

No es seguro el número exacto de especies de helechos arbóreos que existen, pero puede estar cerca de 600 a 700 especies. Muchas especies se han extinguido en el último siglo debido a que los hábitats forestales se han visto sometidos a la presión de la intervención humana.[cita requerida]
- Lophosoria (América tropical, 1 especie)
- Metaxya (América tropical, 1 especie)
- Sphaeropteris (América tropical, India, sudeste asiático hasta Nueva Zelanda, las Marquesas y la isla Pitcairn, alrededor de 120 especies)
- Alsophila (área pantrópica, alrededor de 230 especies)
- Nephelea (América tropical, alrededor de 30 especies)
- Trichipteris (América tropical, alrededor de 90 especies)
- Cyathea (América tropical, Australasia, alrededor de 110 especies)
- Cnemidaria (América tropical, alrededor de 40 especies)
- Dicksonia (trópicos y subtrópicos del sur en la isla del sudeste asiático, Australasia, América, Hawái, Santa Elena, alrededor de 25 especies)
- Cystodium (islas del sudeste asiático, 1 especie)
- Thyrsopteris (archipiélago Juan Fernández, 1 especie)
- Culcita (América tropical, Macaronesia, península ibérica, 2 especies)
- Cibotium (Sudeste de Asia, Hawái, América Central, alrededor de 12 especies)